# Strømsgodset Idrettsforening 1991
Questa voce raccoglie le informazioni riguardanti lo Strømsgodset Idrettsforening nelle competizioni ufficiali della stagione 1991.

## Stagione
Dopo il 9º posto della stagione precedente, lo Strømsgodset è stato chiamato ad affrontare il campionato di Eliteserien, oltre al Norgesmesterskapet. La guida tecnica era affidata al duo Tor Røste Fossen ed Einar Sigmundstad.
La squadra ha chiuso la stagione al 12º posto finale, retrocedendo in 1. divisjon. Lo Strømsgodset si è contemporaneamente aggiudicato la vittoria finale nella coppa nazionale, qualificandosi così per la Coppa delle Coppe 1992-1993.

## Rosa
| N. |                        | Ruolo | Calciatore        |
| -- | ---------------------- | ----- | ----------------- |
|    | Norvegia (bandiera)    | P     | Frode Olsen       |
|    | Svezia (bandiera)      | D     | Ulf Camitz        |
|    | Norvegia (bandiera)    | D     | Arne Erlandsen    |
|    | Norvegia (bandiera)    | D     | Arne Gustavsen    |
|    | Norvegia (bandiera)    | D     | Espen Horsrud     |
|    | Norvegia (bandiera)    | D     | Frode Johannessen |
|    | Norvegia (bandiera)    | D     | Torkel Knudsen    |
|    | Norvegia (bandiera)    | D     | Ståle Skau        |
|    | Norvegia (bandiera)    | D     | Jan Wendelborg    |
|    | Inghilterra (bandiera) | D     | John Williams     |

| N. |                     | Ruolo | Calciatore        |
| -- | ------------------- | ----- | ----------------- |
|    | Norvegia (bandiera) | C     | Geir Andersen     |
|    | Norvegia (bandiera) | C     | Vegard Hansen     |
|    | Norvegia (bandiera) | C     | Krister Isaksen   |
|    | Norvegia (bandiera) | C     | Juro Kuvicek      |
|    | Norvegia (bandiera) | C     | Trond Nordeide    |
|    | Norvegia (bandiera) | C     | Robert Pedersen   |
|    | Norvegia (bandiera) | A     | Odd Johnsen       |
|    | Norvegia (bandiera) | A     | Glenn Knutsen     |
|    | Norvegia (bandiera) | A     | Kenneth Nysæther  |
|    | Norvegia (bandiera) | A     | Halvor Storskogen |

## Risultati

### Eliteserien

#### Girone di andata
| Arbitro: | Singsaas |

|                                                         |           |                             |
| McCabe 7’ Aase 43’ Tveit 47’ Østenstad 53’ Meinseth 72’ | Marcatori | 30’ Storskogen 90’ Pedersen |

| Ulsteinvik 5 maggio 1991 2ª giornata | Strømsgodset | 0 – 0 referto | Sogndal | Høddvoll Stadion (7.521 spett.)\| Arbitro: \| Kjelbrott \| |
| Arbitro:                             | Kjelbrott    |               |         |                                                            |

| Arbitro: | Hermansen |

|             |           |             |
| Francis 32’ | Marcatori | 57’ Knutsen |

| Arbitro: | Hollung |

|  |           |             |
|  | Marcatori | 24’ Fodstad |

| Arbitro: | Pedersen |

|               |           |                            |
| Jørgensen 87’ | Marcatori | 46’ Johnsen 89’ Storskogen |

| Arbitro: | Olsen |

|            |           |                                            |
| Johnsen 2’ | Marcatori | 33’ Ørum Pettersen 60’ Dahlum 89’ Strandli |

| Arbitro: | Pedersen |

|  |           |                                                                     |
|  | Marcatori | 11’, 13’ Storskogen 25’, 53’, 87’ Johnsen 45’ Nordeide 62’ Andersen |

| Arbitro: | Haugen |

|              |           |                      |
| Pedersen 34’ | Marcatori | ?’ (aut.) Gjellestad |

| Arbitro: | Halle |

|  |           |                            |
|  | Marcatori | 16’ Berg 22’ Berg Johansen |

| Arbitro: | Hollung |

|                            |           |  |
| Løken 40’, 70’ Sørloth 79’ | Marcatori |  |

| Arbitro: | Halle |

|  |           |            |
|  | Marcatori | 80’ Håberg |

#### Girone di ritorno
| Arbitro: | Halle |

|                                          |           |  |
| Andersen 32’ Storskogen 44’ Nysæther 84’ | Marcatori |  |

| Arbitro: | Singsaas |

|              |           |                           |
| Flo 17’, 27’ | Marcatori | 19’ Erlandsen 83’ Johnsen |

| Arbitro: | Haugen |

|                                                  |           |  |
| Andersen 8’ Johnsen 44’ Nysæther 78’ Kuvicek 84’ | Marcatori |  |

| Arbitro: | Nervik |

|                                   |           |              |
| Haugen 64’ Fodstad 80’ Sundby 84’ | Marcatori | 49’ Andersen |

| Drammen 18 agosto 1991 16ª giornata | Strømsgodset | 0 – 0 referto | Fyllingen | Marienlyst Gml (5.385 spett.)\| Arbitro: \| Kjelbrott \| |
| Arbitro:                            | Kjelbrott    |               |           |                                                          |

| Arbitro: | Nervik |

|                             |           |                            |
| Klepp 7’ Svindal Larsen 90’ | Marcatori | 13’ Johnsen 79’ Storskogen |

| Arbitro: | Kjelbrott |

|  |           |                         |
|  | Marcatori | 64’ Neerland 67’ Nilsen |

| Arbitro: | Nervik |

|               |           |                          |
| Storskogen 8’ | Marcatori | 43’ Amundsen 65’ Frigård |

| Arbitro: | Singsaas |

|                   |           |  |
| Berg Johansen 64’ | Marcatori |  |

| Arbitro: | Nervik |

|                                          |           |  |
| Erlandsen 45’ Storskogen 59’ Johnsen 89’ | Marcatori |  |

| Arbitro: | Nervik |

|                       |           |  |
| Ahlsen 22’ Håberg 85’ | Marcatori |  |

### Norgesmesterskapet
| 29 maggio 1991 Primo turno | Liv/Fossekallen | 1 – 3 referto | Strømsgodset |  |

| 12 giugno 1991 Secondo turno | Strømsgodset | 4 – 2 (d.t.s.) referto | Råde |  |

| 26 giugno 1991 Terzo turno | Svolvær | 0 – 4 referto | Strømsgodset |  |

| Quarto turno | Strømsgodset | 4 – 3 referto | HamKam |  |

| Quarti di finale | Strømsgodset | 2 – 1 referto | Eik-Tønsberg |  |

| 15 settembre 1991 Semifinale | Strømsgodset | 2 – 0 referto | Mjøndalen |  |

| Arbitro: | Olsen |

|                               |           |                      |
| Johnsen 14’, 28’ Nordeide 70’ | Marcatori | 3’ Løken 71’ Sørloth |